# Lu serpe
La Serpe, anche chiamata Lu serpe o il serpe è un dolce natalizio tipico marchigiano, noto in particolare nel fermano (nel paese di Falerone) e nel maceratese (a Cingoli) composto da una frolla esterna ed un ripieno di cioccolato, estesi in modo da ricordare la forma di un serpente.
Questo dolce è preparato in modo del tutto artigianale seguendo due varianti principali: nella prima è di colore bianco (versione tipica del paese di Monte San Pietrangeli e dintorni), nella seconda è di colore scuro (versione tipica del paese di Falerone). È tipico anche della cittadina di Cingoli.